# Negrões
Negrões es una freguesia portuguesa del concelho de Montalegre, con 18,98 km² de superficie y 196 habitantes (2001). Su densidad de población es de 10,3 hab/km².